# Magsaysay
Magsaysay (Bayan ng Magsaysay) är en kommun i Filippinerna. Kommunen ligger på ön Mindanao, och tillhör provinsen Davao del Sur. Folkmängden uppgår till 43 172 invånare.

## Barangayer
Magsaysay är indelat i 23 barangayer.
| - Bacungan - Balnate - Barayong - Blocon - Dalawinon - Dalumay - Glamang - Kanapulo - Kasuga - Lower Bala - Mabini | - Malawanit - Malongon - New Ilocos - Poblacion - San Isidro - San Miguel - Tacul - Tagaytay - Upper Bala - Maibo - New Opon |